# لویی‌ویل (نبراسکا)
لویویل(به انگلیسی: Louisville) شهری در ایالت نبراسکا کشور ایالات متحده آمریکا است که جمعیت آن در سرشماری سال ۲۰۱۰ میلادی، ۱٬۱۰۶ نفر بوده‌است.